# Sénat Scholz II
Pour les articles homonymes, voir Gouvernement Scholz.
Ville libre et hanséatique de Hambourg
Scholz I Tschentscher I
Le sénat Scholz II (en allemand : Senat Scholz II) est le gouvernement de la ville libre et hanséatique de Hambourg entre le 15 avril 2015 et le 28 mars 2018, sous la 21e législature du Bürgerschaft.

## Coalition et historique
Dirigé par le premier bourgmestre social-démocrate sortant Olaf Scholz, ce gouvernement est constitué et soutenu par une coalition rouge-verte entre le Parti social-démocrate d'Allemagne (SPD) et l'Alliance 90 / Les Verts (Grünen). Ensemble, ils disposent de 73 députés sur 121, soit 60,3 % des sièges du Bürgerschaft.
Il est formé à la suite des élections législatives locales du 15 février 2015.
Il succède donc au sénat Scholz I, constitué et soutenu par le seul SPD.
Au cours des élections locales, le SPD totalise 45,6 % des voix, un recul d'environ trois points qui le fait passer de 62 à 58 députés au Parlement local. Privés de leur majorité absolue – conquise en 2011 – les sociaux-démocrates décident donc de se tourner vers les écologistes. Ils entreprennent alors des négociations en vue de former une majorité rouge-verte, sur le modèle de celle ayant existé dans la ville entre 1997 et 2001.
L'accord est finalement conclu au mois d'avril suivant. Le 15 du mois, Olaf Scholz est investi pour un nouveau mandat à la direction de l'exécutif de Hambourg. Il nomme aussitôt les onze membres de son sénat, dont font désormais partie trois sénateurs issus des Verts.
Scholz remet sa démission le 13 mars 2018, afin d'être assermenté le lendemain vice-chancelier et ministre fédéral des Finances du nouveau gouvernement fédéral de grande coalition. La deuxième bourgmestre Katharina Fegebank (de) lui succède alors par intérim. Le Bürgerschaft lui désigne deux semaines plus tard, le 28 février, un successeur en la personne du sénateur pour les Finances Peter Tschentscher, qui forme son gouvernement en maintenant l'alliance entre le SPD et les Grünen.

## Composition
- Les nouveaux sénateurs sont indiqués en gras, ceux ayant changé d'attributions en italique.

| Portefeuille                                                                 | Titulaire | Titulaire                                                                 | Parti  |
| ---------------------------------------------------------------------------- | --------- | ------------------------------------------------------------------------- | ------ |
| Premier bourgmestre                                                          |           | Olaf Scholz (jusqu'au 13/03/2018)                                         | SPD    |
| Premier bourgmestre                                                          |           | Katharina Fegebank a.i.                                                   | Grünen |
| Deuxième bourgmestre Sénateur pour la Science, la Recherche et l'Égalité     |           | Katharina Fegebank                                                        | Grünen |
| Sénateur pour la Justice                                                     |           | Till Steffen                                                              | Grünen |
| Sénateur pour l'Éducation et la Formation professionnelle                    |           | Ties Rabe                                                                 | SPD    |
| Sénateur pour la Culture                                                     |           | Barbara Kisseler (décès le 07/10/2016)                                    | Aucun  |
| Sénateur pour la Culture                                                     |           | Carsten Brosda (à partir du 01/02/2017)                                   | SPD    |
| Sénateur pour le Travail, les Affaires sociales, la Famille et l'Intégration |           | Detlef Scheele (jusqu'au 30/10/2015) Melanie Leonhard                     | SPD    |
| Sénateur pour la Santé et la Protection des consommateurs                    |           | Cornelia Prüfer-Storcks                                                   | SPD    |
| Sénateur pour le Développement urbain et le Logement                         |           | Dorothee Stapelfeldt                                                      | SPD    |
| Sénateur pour l'Environnement et l'Énergie                                   |           | Jens Kerstan                                                              | Grünen |
| Sénateur pour l'Économie, les Transports et l'Innovation                     |           | Frank Horch                                                               | Aucun  |
| Sénateur pour l'Intérieur et les Sports                                      |           | Michael Neumann (jusqu'au 18/01/2016) Andy Grote (à partir du 20/01/2016) | SPD    |
| Sénateur pour les Finances                                                   |           | Peter Tschentscher                                                        | SPD    |